# Ntoskrnl.exe
ntoskrnl.exe (cùng với ntkrnlpa.exe trên những hệ thống hỗ trợ Physical Address Extension) là thành phần nhân của họ các phiên bản hệ điều hành Windows NT của Microsoft. Nó cung cấp nhân lõi và các lớp thực thi cho không gian nhân của Windows NT, và nó chịu trách nhiệm với rất nhiều dịch vụ hệ thống chẳng hạn như giả lập phần cứng, quản lý tiến trình và bộ nhớ, v.v..., khiến nó trở thành phần cốt lõi của hệ thống. Nó bao gồm trình quản lý bộ nhớ đệm, bộ phận thực thi, nhân, trình điều quản an ninh, điều quản bộ nhớ và thành phần lập lịch trình, bên cạnh những thành phần khác nữa.

## Khởi động
Gói nhị phân này của hệ thống không phải một ứng dụng mặc nhiên (vì thế nó không liên kết với thư viện ntdll.dll) mà với một điểm nhập tiêu chuẩn chính, một điểm gốc gọi tới chức năng khởi tạo nhân và không được sử dụng bởi bất ký thứ gì vì lý do bộ nạp hệ điều hành (ký hiệu nội tại của OSLOADER) gọi trực tiếp KiSystemStartup.
```
//

// NTOSKRNL main

//

int
 
__cdecl
 main(IN PLOADER_PARAMETER_BLOCK LoaderBlock)
{
  
//

  
// Fire up NT!

  
//

  KiSystemStartup(LoaderBlock);
  
return
 0;
}
```

Trong khi ntoskrnl.exe không liên kết với ntdll.dll, nó lại liên kết với bootvid.dll, hal.dll và kdcom.dll. Vì nó đòi hỏi bản sao tĩnh của các đối tượng Runtime ngôn ngữ C mà nó phụ thuộc, tập tin *.exe này thường chỉ có dung lượng vào khoảng 2MB.

## Tên của nhân
- NTOSKRNL.EXE: (trên hệ thống) 1 bộ vi xử lý
- NTKRNLMP.EXE: (trên hệ thống) N bộ vi xử lý Hệ thống đa xử lý đối xứng - SMP
- NTKRNLPA.EXE: (trên hệ thống) 1 bộ vi xử lý, có thêm PAE
- NTKRPAMP.EXE: (trên hệ thống) N bộ vi xử lý Hệ thống đa xử lý đối xứng - SMP, có thêm PAE

## Chú ý
1. ↑  Russinovich, M: Systems Internals Tips and Trivia, SysInternals Information